# Salm-Reifferscheid-Raitz
Salm-Reifferscheidt-Raitz fue una casa noble originaria de Alemania establecida en la región de Moravia Central (actual República Checa). Esta fue una rama de la casa de Salm-Reifferscheid, y a su vez, esta fue una rama de la Casa de Salm, una casa de origen alemana. Surgió después de la partición de la línea de Salm-Reifferscheidt-Bedburg en 1734.

Escudo de armas de la Casa de Salm-Reifferscheid-Raitz.

Fue elevado a la dignidad principesca en 1790, en los últimos días del Sacro Imperio Romano Germánico.

## Condes de Salm-Reifferscheid-Raitz (1734-1790)
- Antonio José Francisco, conde 1734-1769 (1720-1769), cuarto hijo superviviente de Francisco Guillermo I, conde de Salm-Reifferscheidt-Bedburg

- - Carlos José, conde 1769-1790 (1750-1838), elevado a Reichsfürst en 1790

## Príncipes de Salm-Reifferscheid-Raitz (1790-1811)
- Carlos José, anteriormente conde, primer príncipe 1790-1838 (1750-1838), mediatizado en 1811
  - Francisco José, príncipe heredero de Salm-Reifferscheidt-Raitz (1776-1836)
    - Hugo I, 2º Príncipe 1803-1888 (1803-1888)
      - Hugo II, tercer príncipe 1888-1890 (1832-1890)
        - Hugo III, IV Príncipe 1890-1903 (1863-1903)
          - Hugo IV, quinto príncipe, 1903-1946 (1893-1946)
            - Hugo V, VI Príncipe 1946-1974 (1933-1974)
              - Hugo VI, séptimo príncipe 1974-presente (nacido en 1973)

    - Príncipe Enrique de Salm-Reifferscheidt-Raitz (1836-1884)
      - Príncipe Augusto de Salm-Reifferscheidt-Raitz (1866-1942)
        - Príncipe Niklas, conde de Salm-Reifferscheidt-Ungnad-Weißenwolff 1969-1970 (1904-1970)[1]
          - Príncipe Niklas, conde de Salm-Reifferscheidt-Ungnad-Weißenwolff 1970-2009 (1942-2009)
            - Príncipe Niklas (nacido en 1972)
              - Príncipe Christoph Niklas (nacido en 2003)

            - Príncipe Pablo (nacido en 1979)
            - Príncipe Conrado (nacido en 1985)

        - Príncipe Francisco (nacido en 1944)
          - Príncipe Felipe (nacido en 1971)
            - Príncipe Benedicto (nacido en 2012)
            - Príncipe Leopoldo (nacido en 2013)

        - Príncipe Karl (nacido en 1951)
          - Príncipe Juan (nacido en 1997)
          - Príncipe Gabriel (nacido en 1998)
          - Príncipe Matthäus (nacido en 2002)